# Sainte-Geneviève-des-Bois (Essonne)
Sainte-Geneviève-des-Bois – miejscowość i gmina we Francji, w regionie Île-de-France, w departamencie Essonne.
Według danych na rok 1990 gminę zamieszkiwało 31 286 osób, a gęstość zaludnienia wynosiła 3375 osób/km² (wśród 1287 gmin regionu Île-de-France Sainte-Geneviève-des-Bois plasuje się na 73. miejscu pod względem liczby ludności, natomiast pod względem powierzchni na miejscu 412.).

## Współpraca
- Penafiel, Portugalia
- Obertshausen, Niemcy
- Mikołów, Polska[1]